# الان هوارد
الان هوارد (بالإنجليزية: Alan Howard)‏ (و. 1937 – 2015 م) هو ممثل مسرحي، وممثل أفلام، من المملكة المتحدة، ولد في لندن، توفي في لندن، عن عمر يناهز 78 عاماً.

## جوائز
حصل على جوائز منها:
- قائد وسام الامبراطورية البريطانية
- جائزة لورنس أوليفيه.

## وصلات خارجية
- الان هوارد على موقع IMDb (الإنجليزية)
- الان هوارد على موقع روتن توميتوز (الإنجليزية)
- الان هوارد على موقع ألو سيني (الفرنسية)
- الان هوارد على موقع أول موفي (الإنجليزية)
- الان هوارد على موقع قاعدة بيانات برودواي على الإنترنت (الإنجليزية)
- الان هوارد على موقع قاعدة بيانات الأفلام السويدية (السويدية)
- الان هوارد على موقع ديسكوغز (الإنجليزية)
- الان هوارد على موقع قاعدة بيانات الفيلم (الإنجليزية)
- الان هوارد على موقع كينوبويسك (الروسية)